# Double Tap - Doppio tiro
Double Tap - Doppio tiro (鎗王T, Qiāng wángP, lett. "Il re delle armi") è un film del 2000 diretto da Law Chi-leung, al suo esordio alla regia di un lungometraggio.

## Trama
Rick è un campione di tiro noto per i suoi double tap, ossia la capacità di piazzare due colpi nel medesimo punto in rapida successione. Oltre alla fidanzata Colleen, proiettili e pistole sono tutta la sua vita. Durante una gara al poligono, si scontra con un tiratore altrettanto abile, l'ispettore di polizia Miu: mentre i due sono pari, un gareggiante squalificato che si trova in difficoltà finanziarie entra in campo con la pistola in pugno e ferisce diverse persone, deciso a farsi ammazzare affinché la famiglia abbia i soldi dell'assicurazione. Miu e altri esitano, ma, non appena è Colleen ad essere minacciata, Rick fredda il disturbatore con un double tap alla testa. Mandato da uno psichiatra a interiorizzare quanto accaduto, Rick si rende conto che uccidere gli è piaciuto.
Tre anni dopo, Miu e la sua squadra investigano su una serie di omicidi apparentemente scollegata commessi proprio con un double tap. Miu si rivolge a Coleen, scoprendo che Rick è diventato scostante e ombroso.

## Distribuzione
È stato distribuito nelle sale cinematografiche hongkonghesi dalla Golden Harvest a partire dal 27 maggio 2000. In Italia è stato distribuito direttamente in home video il 4 agosto 2005 dalla Medusa.

## Accoglienza
Il film ha incassato 3 987 152 dollari al botteghino hongkonghese.